# Ia Piơr
Ia Piơr là một xã thuộc huyện Chư Prông, tỉnh Gia Lai, Việt Nam.
Xã Ia Piơr có diện tích 96,29 km², dân số năm 2002 là 3.908 người, mật độ dân số đạt 41 người/km².